# حسرتان
حسرتان هي قرية في مقاطعة خدا أفرين، إيران. عدد سكان هذه القرية هو 796 في سنة 2006.